# Talmberk (zamek)
Talmberk (niem. Talmberg, Talenberg, Tallenberg) – ruiny gotyckiego zamku w środkowych Czechach, w okresie Kutná Hora, we wsi Talmberk, około 3 km na północ od Rataj nad Sázavou. Znajdują się na stromym wzgórzu, na wysokości 365 m n.p.m. i są częściowo zabudowane domami jednorodzinnymi. Od 1958 roku są pod ochroną jako zabytek kultury Republiki Czeskiej.

## Historia

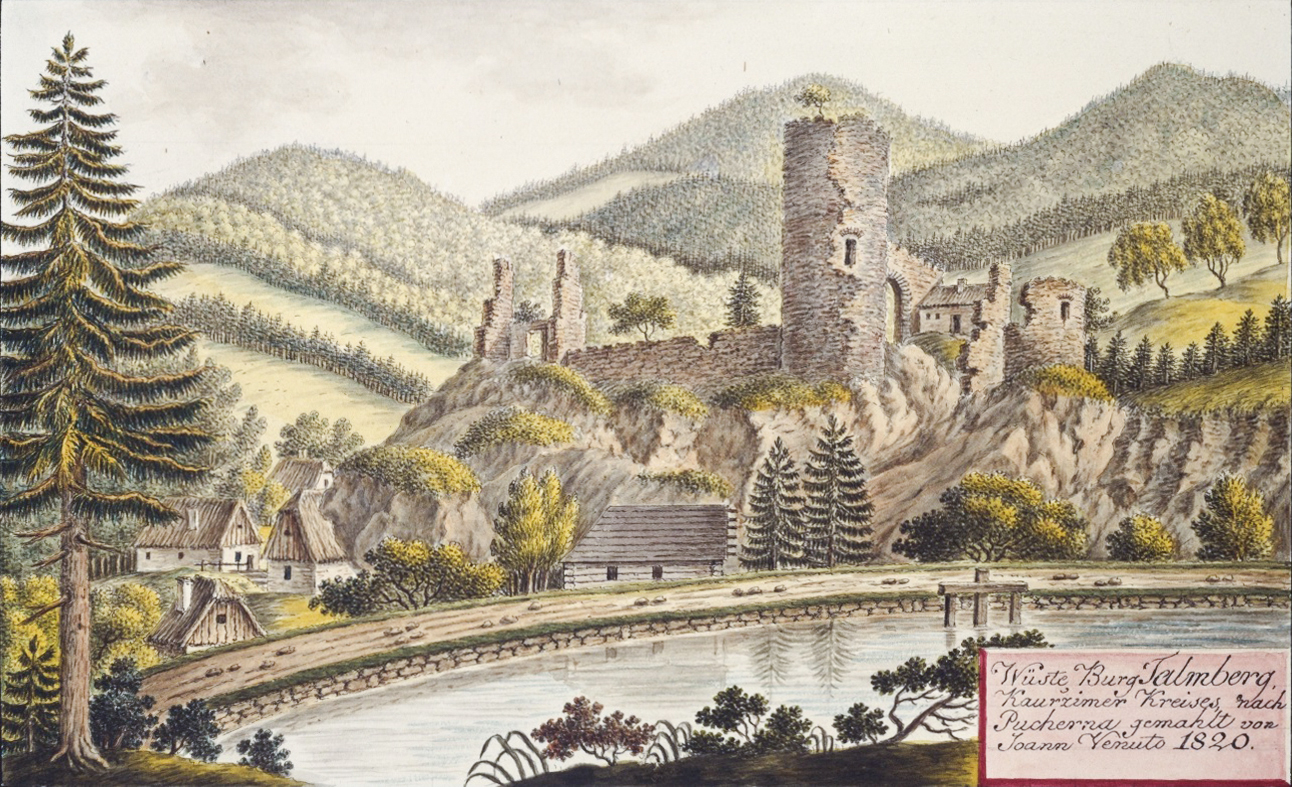
Opuszczony zamek Talmberk, Joann Venuto 1820

Zamek został wzniesiony na początku XIV wieku prawdopodobnie przez Arnošta z rodu Kouniców, do którego to rodu zamek należał do drugiej połowy XV wieku. W 1473 roku jako właściciel wymieniony jest Bedřich Ojíř z Očedělic, a w 1483 roku – Bedřich z Šumburka i Talmberka. W 1533 roku zamek został uznany za opuszczony.

## Układ

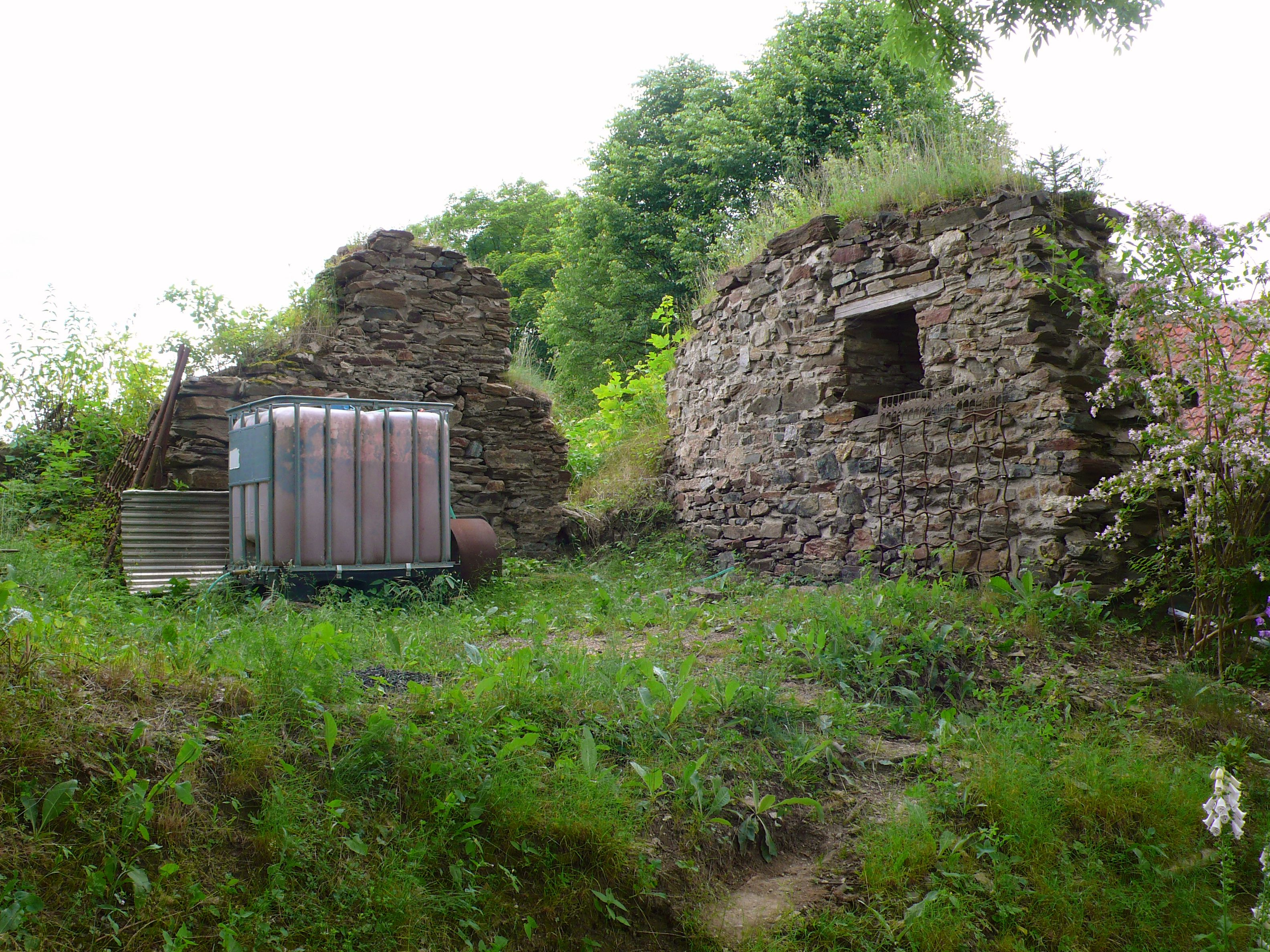
Fragment muru z otworem strzelniczym

Ze względu na współczesne zabudowania nieznany jest dokładny układ przedzamcza, które oddzielone było od głównej części zamku suchą fosą. Wejście do zamku znajdowało się w części północnej, gdzie mieści się częściowo zachowana brama. Na lewo od bramy położony jest stołp, który obniżono po roku 1933, na prawo zaś – mniejsza wieża częściowo ogrzewana piecem kaflowym. W południowej części zamku znajdował się dwuczęściowy budynek, z którego zachowała się jedynie piwnica ze sklepieniami kolebkowymi. Główna część zamku była w całości otoczona murem obronnymi, z którego zachował się jedynie położony obok bramy fragment z otworem strzelniczym.

## Dostęp
Przez Talmberk prowadzi czerwony szlak turystyczny z Sázavy do Rataj nad Sázavou. Same ruiny dostępne są tylko częściowo ze względu na występowanie prywatnych zabudowań mieszkalnych w ich obrębie.